# ロングラン公演
ロングラン（英: long-run）は、舞台作品が長期間にわたって連続上演されることをいう。

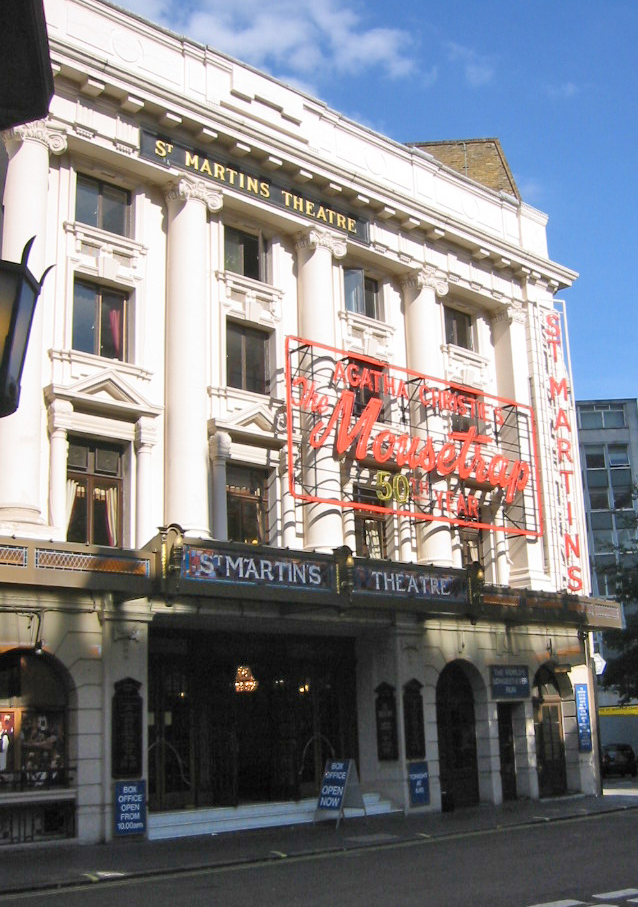
『ねずみとり』が上演されているロンドン・ウェストエンドのセント・マーティンズ劇場。1952年の初演以来22000回を超える連続上演を果たし、現在もロングラン記録を更新している。

## 内容
日本において、劇場は劇団との公演契約を交わす場合に、集客規模や予算を勘案した上で数週間、1ヵ月、長くても2ヵ月程度という期間で上演を区切っている。劇団の側も公演する演目を増やしたり削ったりしながら、長いタームで見た場合は複数あるレパートリーを順番に繰り返し上演することで、固定客を掴み運営の安定化を図っている。このような限定公演 (limited engagement) 方式は他国においてもおおむね変わらないが、ブロードウェイとウエスト・エンドは例外で、この両都市ではほとんどの舞台公演が原則的にロングラン公演方式をとっている。
商業舞台演劇の長い伝統があるニューヨークやロンドンでは、演劇やミュージカルが都市の基幹産業の一つとなっている。そのため個々の作品には才能ある人材と莫大な費用が注ぎ込まれ、年単位の長い時間をかけてひとつの新作が構築されていく。またひとたびヒット作を世に送り出すことができれば、その作品からは長期にわたって安定した収益が見込まれることから、投資の対象としても演劇やミュージカルは魅力的なものとなっている。しかしショービジネスはその性質上、関係者の誰にとっても賭け事の要素を含むものであることは否めない。したがってそこに介在するさまざまリスクを極力軽減するために、製作スタッフや投資家から俳優や小道具係に至るまで、誰もができる限りの努力を払ってより良い作品を作り上げようとする。この循環が恒久的なロングラン公演を可能にしているのである。英語が国際用語であるのでネイティブでない外国人にも理解できることも、ロングランを可能としている（ミュージカル版『レ・ミゼラブル』がフランス語で創作されたのに、英語化されてミュージカルとして成功したのも、英語の集客力にある）。
なお日本では、一連の劇団四季による輸入ミュージカルや森光子の『放浪記』などに見られるような、「長期間にわたる断続的な公演」をロングランと言うこともあるが、ロングランの本来の定義はあくまでも「長期間にわたる連続上演」である。ブロードウェイにおける『オペラ座の怪人』を例にとると、この作品は1988年1月26日の初演以来、毎週月曜の定休日と、伝統的な休養日である感謝祭 (11月第4木曜日) の翌日、およびクリスマスの日 (12月25日) の他は休むことなく、火・水・木・金・土曜の晩と水・土・日曜の昼の週8回の公演を20年間にわたって続けている。
日本初のアメリカ式ロングラン公演は、1949年（昭和24年）5月から上演された俳優座による『フィガロの結婚』である。50日間で35000人を動員した。この企画は、GHQの民間情報教育局演劇担当者による発案と後押しによるもので、日本の現代演劇を育成することが目的であった。

## ブロードウェイのロングラン記録
ブロードウェイにおける現在のロングラン記録は、1988年1月26日から現在も公演継続中の『オペラ座の怪人』で、2014年3月2日時点で10855回となっている。オペラ座の怪人はブロードウェイにおいて唯一の1万回ロングラン公演を達成している。

## その他のロングラン記録
アメリカ
アメリカで最も長い連続上演記録を作ったのは、大人から子供まで楽しめる癒し系のミュージカル『The Fantasticks (ザ・ファンタスティックス)』。ニューヨークのオフブロードウェイの小劇場で1960年5月3日初演、2002年1月13日に終演するまでの42年間で、上演回数17162回の大記録を作った。
一方、アメリカの一般劇場における最長連続上演記録は、観客参加型の推理ドラマ劇『Shear Madness (剪断の狂気)』である。1980年1月29日ボストンで開幕して以来、22年間で上演回数は11000回を超え、現在もロングラン記録を日々更新している。
イギリス
世界で最も長い連続上演となっているのは、現在もロンドンで公演が続いているアガサ・クリスティー書き下ろしの推理ドラマ劇『ねずみとり』。1952年11月25日の初演以来、54年間で上演回数は22000回を超え、最長不倒のロングラン記録を日々更新している。
ロンドンのミュージカルでロングラン記録を持っているのは、1985年初演（現在も上演中）の『レ・ミゼラブル』であり、1986年初演（現在も上演中）の『オペラ座の怪人』がそれに次ぐ。
カナダ
『ねずみとり』のカナダ版が1977年8月19日トロントで開幕し、こちらも20年間で上演回数9000回を超え、現在も記録を更新中である。
日本
日本における最長連続上演記録は、劇団四季版『ライオン・キング』の東京公演。1998年12月20日の初演以来、20年以上経った現在もロングラン公演を続け、2015年7月15日に国内通算公演回数10000回を達成している。
- なお、この劇団四季版『ライオン・キング』の上演回数は大阪、福岡、名古屋、ソウルなどの地方公演における上演回数を加算したものである。